# Maryvonne Maney
Maryvonne Maney (née le 29 août 1948 aux Sables-d'Olonne) est une athlète française, spécialiste du lancer du poids.

## Biographie
La lanceuse vendéenne, licenciée au SEC (Sables Étudiant Club), est tout d'abord vice-championne de France junior de sa discipline en 1966 et championne de France scolaires en 1967.
Entraînée par D. Rivet, elle est sacrée ensuite championne de France Élite du lancer du poids en 1968 et 1971.
Son record personnel, établi en 1968, est de 14,72 m., lequel constitue d'ailleurs le record de France Espoir qui tiendra dix-sept ans [2].